# Grewia kjellbergii
Grewia kjellbergii är en malvaväxtart som beskrevs av Karl Ewald Maximilian Burret. Grewia kjellbergii ingår i släktet Grewia och familjen malvaväxter. Inga underarter finns listade i Catalogue of Life.